# Brassói Napló
Brassói Napló helyi jellegű, független napilap, 1933. július 1-jén indult, 1937 augusztusáig jelent meg a Hunyady-nyomda kiadványaként.

## Alapítása, működése
Alapította Halász Gyula, szerkesztette Elekes György, rövid ideig Dánér Lajos, majd Székely Géza. Munkatársai közt szerepelt Laer József és Szabó Sámuel, aki Igric álnév alatt cikksorozataiban a kispolgári kilengéseket ostorozta. A lap 1936-ban 60 folytatásban közölte a brassói Imreh Gyula idegenlégionista leleplező feljegyzéseit.